# Carlo Repetti
Carlo Repetti (Genova, 2 agosto 1947 – Genova, 9 dicembre 2020) è stato un drammaturgo e direttore teatrale italiano.

## Biografia
Autore teatrale e direttore del Teatro Stabile di Genova dal 2000 al 2015, teatro dove ha lavorato dal 1971 al 1990 e dal 1993 al 1997 come drammaturgo, responsabile culturale, direttore della Scuola di recitazione, e vicedirettore. È stato assessore allo spettacolo, turismo, sport e commercio del Comune di Genova dal 1990 al 1993 e dal 1997 al febbraio 2000. Come assessore ha fra l'altro affiancato Claudio Burlando nell'ideazione e nella realizzazione dell'Acquario di Genova, ha creato la Film Commission di Genova, ha riaperto e gestito nel '91 e nel '92 il Festival del Balletto di Nervi, ha ideato e promosso le guide Touring Club e Gallimard dedicate a Genova. Era cittadino onorario di Cabella Ligure e Cavaliere della Légion d’honneur. Sposato e aveva tre figli: Lorenzo, Camilla e Benedetta.

## L'attività di drammaturgo
Tra le numerose opere messe in scena si ricordano: La stagione e il silenzio (1986), Genova 1746 (1981); La passione dello Segnor Ihesu Christe da testi religiosi liguri del Trecento (1983); Gli accidenti di Costantinopoli (1984), da Carlo Goldoni; Borges, autoritratto del mondo (1984) e Inverni (1988) da Silvio D'Arzo, diretti da Marco Sciaccaluga e interpretati da Ferruccio De Ceresa e Elsa Albani; Verso la fine dell'estate, andata in scena al Festival dei Due Mondi del 1992, con Anna Galiena e Massimo Ghini, regia di Piero Maccarinelli. Per il Teatro stabile di Genova ha ideato e organizzato il grande ciclo di letture integrali della Divina Commedia (1983/1986), dell'opera poetica di Eugenio Montale (1988/1989), dei Grandi Discorsi (1995-96-97) e delle Mises en Espace (dal 1996).

## Opere
- La stagione e il silenzio (pubblicato su "Sipario" del 1979)
- Inverni dai racconti Casa d'altri e Due vecchi di Silvio D'Arzo: con materiale critico su Silvio D'Arzo e la sua opera, Genova, Teatro di Genova, 1988
- Verso la fine dell'estate, Genova, Marietti, 1993
- Insolita storia di una vita normale, Torino, Einaudi, 2011. Premio "Primo romanzo Città di Cuneo"
- Il ponte di Picaflor, Torino, Einaudi, 2015
- Nero città, Genova, Il Canneto Editore, 2019
- Rovine, racconto pubblicato nella raccolta a cura di M. Fois, "Undici per la Liguria", Einaudi, Torino, 2015
- A riveder le stelle, racconto pubblicato nella raccolta a cura di E. Marasco e N. De Mari, "Il ponte, un'antologia", Genova, Il Canneto Editore, 2018.

## Traduzioni
- Alain Rene Lesage, Turcaret, Genova, Teatro di Genova, 1979
- Michel Vinaver, Teatro minimale, Genova, Costa & Nolan, 1984
- Jorge Luis Borges, Autoritratto del mondo, Genova, Teatro di Genova, 1985
- Moliere, Tartufo, Napoli, Teatro di Napoli, 2022